# 久野知英
久野 知英（くの ともひで、1943年（昭和18年）2月20日 - ）は、日本の政治家、元愛知県みよし市長（1期）。元愛知県議会議員（2期）。

## 来歴
愛知県出身。愛知県立猿投農林高等学校卒。西加茂郡三好町議会議員、同議長を経て、1995年、愛知県議会議員（西加茂郡選挙区）に無所属で立候補し、初当選する。1999年、自民党公認で立候補し、無投票で再選する。県議を2期務める。2001年、三好町長に初当選。3期務める。2010年、三好町は市制施行により「みよし市」となり、初代市長に就任する。2013年に市長を退任した。このほか社会福祉法人あゆみ会理事長、愛知用水土地改良区理事長を務める。